# Músculs isquiotibials
Els músculs isquiotibials o braons són un grup muscular amb inserció proximal a la pelvis i inserció distal a la tíbia (també en el fèmur i al peroné) que tenen un paper important en l'extensió de la cuixa sobre el maluc i en la flexió de la cama sobre la cuixa quan el cos es troba en posició de bipedestació (dempeus).
Es coneixen com a músculs isquiotibials veritables: el semitendinós, el semimembranós i el cap llarg del bíceps femoral; el seu cap curt no es considera un múscul isquiotibial veritable, ja que proximalment s'insereix en la cara posterior del fèmur, al llarg de la línia aspra i no en l'os coxal.
Es coneixen com a músculs isquiotibials medials el semitendinós i el semimembranós, els quals s'insereixen, proximalment, en la tuberositat isquiàtica i, distalment, al costat medial de la tíbia immediatament per sota del genoll. El múscul isquiotibial lateral correspon al bíceps femoral, ja que els dos caps s'insereixen per sota del genoll en les cares lateral i posterior del peroné.

## Innervació
Estan innervats pel nervi ciàtic, a excepció del cap curt del múscul bíceps femoral, que és innervat per la part peroneal d'aquest nervi.

## Funció
Entre les seves funcions principals hi ha la de frenar la tendència a la flexió del maluc que produeix el cos durant la fase de suport de la marxa. Són essencials en l'acció de córrer, saltar, ballar i flexionar el tronc. Actuen primordialment com extensors del maluc i flexors del genoll. El cap curt del múscul bíceps femoral actua únicament sobre el genoll, i és principalment flexor. Amb el genoll flexionat, el semitendinós i el semimembranós ajuden també a la rotació interna del genoll, mentre que els dos caps del bíceps femoral contribueixen a la rotació externa.